# Dorothee Echter
Dorothee Echter (* 12. Oktober 1949 in Bergisch Gladbach) ist eine deutsche Unternehmensberaterin, Managementcoach und Autorin. Sie lebt und arbeitet in München.
Die Diplom-Soziologin war von 1974 bis 1995 im Management bei vier internationalen Konzernen tätig. 1996 gründete sie ihre eigene Unternehmensberatung mit Sitz in München. Ihre Themen sind weltweiter Einfluss, Reputation und Zugehörigkeit zur Community auf der Ebene des Top-Managements.

## Veröffentlichungen

### Monografien
- (mit Dorothea Assig:) Ambition. Wie große Karrieren gelingen. Campus Verlag, Frankfurt am Main 2012, ISBN 978-3-593-39585-2.
- Führung braucht Rituale. So sichern Sie nachhaltig den Erfolg Ihres Unternehmens. Vahlen, München 2007 (2. Auflage 2011), ISBN 978-3-8006-4194-9.
- Rituale im Management. Strategisches Stimmungsmanagement für die Business Elite. Vahlen, München 2003, ISBN 3-8006-3000-1.
- (mit Dieter Boch und Gert A. Haidvogl:) Wissen – die strategische Ressource. Wie sich die lernende Organisation verwirklichen läßt. Deutscher Studien-Verlag, Weinheim 1997, ISBN 3-89271-751-6.

### Beiträge zu Zeitschriften
- (mit  Dorothea Assig:) Auf Augenhöhe. Was Berater im Top Management wirklich erfolgreich macht. in: Organisations-Entwicklung. Zeitschrift für Unternehmensentwicklung und Change Management. 03/2013.
- (mit Dorothea Assig:) Der Erfolgsschock. In: Harvard Business Manager., Heft 7, 2013.
- Was Topmanager antreibt. In: Harvard Business Manager. Heft 2, 2010.
- Führung braucht Rituale. In: Harvard Business Manager. Heft 5, 2004, S. 61 ff.